# Persische Tore

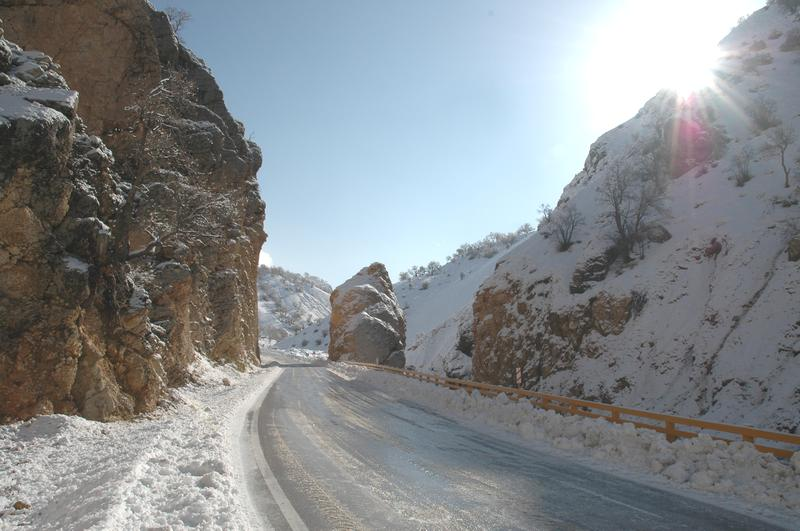
Moderne Straße (1990er Jahre)

Die persischen Tore (auch das persische Tor oder susianische Tor), heute Tang-e Chas (persisch تنگ خاص) genannt, waren eine Engstelle südlich des Berg Dena im Zāgros-Gebirge zwischen dem persischen Golf und dem Zentraliran. In der Schlacht an den persischen Toren gewann Alexander der Große und konnte dadurch die Kontrolle über Persepolis übernehmen.

## Belege
1. ↑  Ariobarzanes. In: Ehsan Yarshater (Hrsg.): Encyclopædia Iranica. (englisch, iranicaonline.org – mit Literaturangaben).